# Liste der Naturdenkmale im Kreis Höxter
Die Liste der Naturdenkmale im Kreis Höxter nennt die Listen der in den Städten im Kreis Höxter in Nordrhein-Westfalen gelegenen Naturdenkmale.
| Stadt                 | Liste                                            |
| --------------------- | ------------------------------------------------ |
| Bad Driburg           | Liste der Naturdenkmale in Bad Driburg           |
| Beverungen            | Liste der Naturdenkmale in Beverungen            |
| Borgentreich          | Liste der Naturdenkmale in Borgentreich          |
| Brakel                | Liste der Naturdenkmale in Brakel                |
| Höxter                | Liste der Naturdenkmale in Höxter                |
| Marienmünster         | Liste der Naturdenkmale in Marienmünster         |
| Nieheim               | Liste der Naturdenkmale in Nieheim               |
| Steinheim (Westfalen) | Liste der Naturdenkmale in Steinheim (Westfalen) |
| Warburg               | Liste der Naturdenkmale in Warburg               |
| Willebadessen         | Liste der Naturdenkmale in Willebadessen         |